# سكارف
سكارف ((هانغل: 스카프); تلفظ سُكابُ) هي مجموعة فتيات سنغافورية وكورية جنوبية تشكلت بواسطة ألفا إنترتينمنت. المعنى الخلفي لإسم المجموعة وهو مشتق من كلمة «scarf» وشاح. الحرف S بداية لسنغافور بينما الحرف C تكون لتبديل مع الحرف K لكوريا. المجموعة تتكون من خمسة أعضاء، namely، Ferlyn، Tasha، Jenny، JooA و Hana.
وفي 14 أغسطس، 2012، كان ظهورهم الرسمي الأول وإطلاق البومهم الأول  "Skarf".  

## أعضاء
- Tasha
- Jenny
- JooA
- Hana

### أعضاء سابقا
- Sol
- Ferlyn

## روابط خارجية
- سكارف على موقع ميوزك برينز (الإنجليزية)
- سكارف على موقع ميوزك برينز (الإنجليزية)

- Skarf's Cafe Daum profile
- Alpha Entertainment Korea's YouTube Channel